# عادل جبر
عادل جبر (1885م- 1953م ولد في يافا)، هو أديب، مربي فلسطيني وصاحب جريدة الحياة، من عائلة تهتم بالتجارة، أتم المرحلة الابتدائية والثانوية في بلده يافا، ثم رحل إلى الآستانة (إسطنبول) لدراسة التجارة.

## مسيرته التعليمية

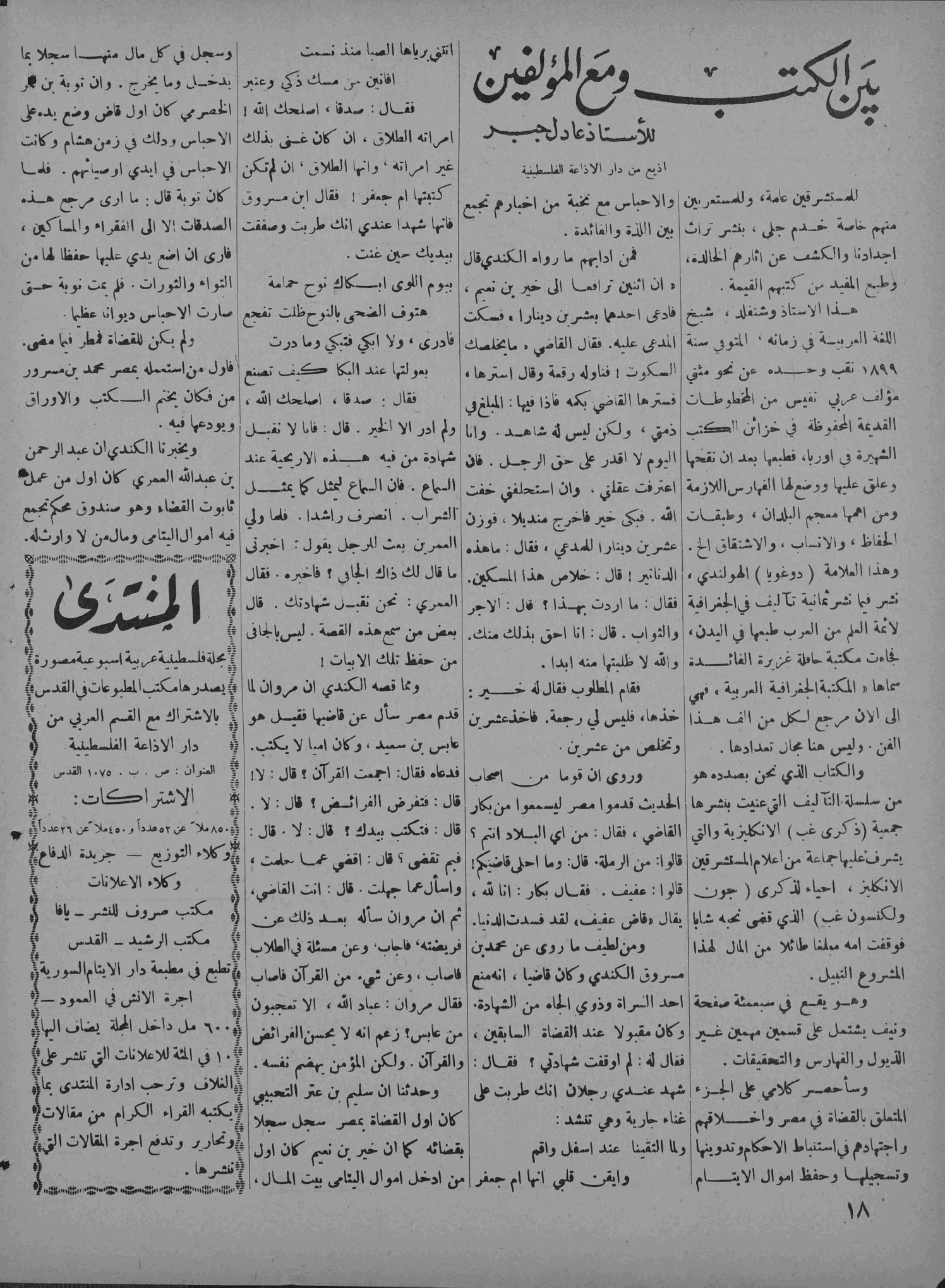
مقال نشره عادل جبر في مجلة المنتدى الجمعة، كانون الأول 06, 1946

بدأ مسيرته بمدرسة الشيخ أحمد الساعاتي في يافا، ومنها إلى المدرسة الرشيدية وثم أكمل تعليمه الثانوي في مدرسة الفرير الفرنسية بيافا، ومن ثم سافر إلى إسطنبول وإلتحق بالمعهد التجاري الفرنسي، ليرث عائلته بالتجارة، ومنها سافر إلى جنيف وألتحق بجامعة لوزان وتخرج من هناك حاملاً بكالوريس في العلوم الاجتماعية والاقتصادية،  ثم تابع تحصيله في باريس، وقبل نهاية الحرب العالمية الأولى عاد إلى بلده فلسطين، ودرس في الكلية الصلاحية في القدس.

## إنجازاته
قبل إعلان الدستور العثماني، أنشأ عادل جبر جريدة «الترقي» في يافا، وهي كانت أول صحيفة صدرت في فلسطين بعد الحرب العالمية سنة 1914م، وفي سنة 1929م أنشأ عادل جريدة سماها «الحياة»، وهي أول جريدة عربية يومية تصدر في فلسطين (بعد جريدة لسان العرب)، وأصدر بالقدس بالاشتراك مع فؤاد سابا مجلة أسبوعية وسماها باسم «الاقتصاديات العربية».

## مناصبه
عُيّنَ أستاذاً في المدرسة الدستورية بالقدس، التي كان مالكها خليل السكاكيني، وحينما أنشأ جمال باشا الكلية الصلاحية في القدس بسنة 1915، عين عادل أستاذاً بها، أدار المدرسة الشيخ عبد العزيز حاوش من مصر. كان عادل جبر المسؤول عن تنظيم المدرسة من الناحية العلمية، ثم انتقلت المدرسة إلى دمشق، وبعد فترة زمنية ليست بطويلة انتهى أمرها، وبسنة 1918م عين عادل مساعداً لمدير المعارف حتى استقال سنة 1921م، أما بسنة 1923 عينه المجلس الإسلامي الأعلى مديراً للمتحف الإسلامي، ودار الكتب في المسجد الأقصى بالقدس، وحينما تم إنشاء حكومة فلسطين بالقدس، سنة 1923، عين عادل أستاذاً للاقتصاد والعلوم السياسية في معهد الحقوق الفلسطيني، واستمر بهذا العمل لعدة سنوات، وبعد نكبة فلسطين في سنة 1948م لجأ إلى مصر. وفي عام 1951م عاد من مصر بعد أن قضى أسبوعين فيها وعين عضوًا في مجلس الأعيان الأردني وأكمل العمل هناك حتى وفاته.